# Dumbo-Oktopusse
Dumbo-Oktopusse (Grimpoteuthis; syn. Enigmatiteuthis) ist eine Gattung von Tiefseekraken aus der Familie der Scheibenschirme (Opisthoteuthidae), über die bis heute noch nicht viel bekannt ist. Der Name Dumbo kommt durch die Ähnlichkeit mit der Titelfigur aus Disneys Dumbo (1941), denn die Dumbo-Oktopusse haben große elefantenohrartige Flossen, die über dem Auge vom Mantel abstehen. Heute werden 14 Arten zur Gattung gezählt. Sie ernähren sich von Krebstieren, Muscheln, Würmern und Ruderfußkrebsen. Die durchschnittliche Lebensdauer der verschiedenen Arten liegt zwischen drei und fünf Jahren.

## Merkmale

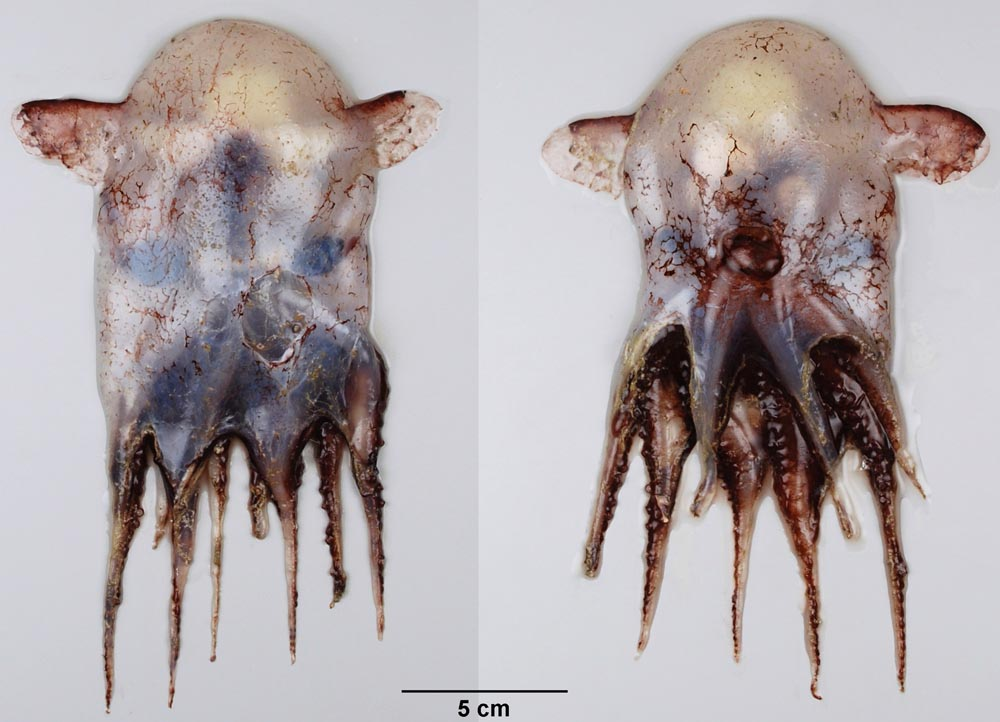
Grimpoteuthis innominata,
weiblich, l. dorsal, r. ventral

Im Vergleich zu den Tiefseekraken der Gattung Opisthoteuthis sind Dumbo-Oktopusse hinsichtlich der Körperlängsachse etwas weniger gedrungen gebaut, und ihre elefantenohrartig geformten Flossen sind im Verhältnis zur Körperlänge, die durchschnittlich 20 bis 30 cm beträgt, meist größer. Die Flossen sind etwa so lang wie die Mantelbreite. Der Körper wird mit einer inneren, U- oder W-förmigen Knorpelschale gestützt. Die lateralen Schenkel der Schale liegen parallel zueinander und verjüngen sich an den Spitzen nicht. Um eine optimale Fortbewegung erreichen zu können, sind die Flossen ebenfalls innenliegend mit einer Knorpelschale versehen. Die Augen sind relativ groß, kreisrund und weiter entwickelt als bei anderen Kopffüßern. Die Arme sind meist bis zu den Spitzen mit zwei Reihen zilienartiger Cirren versehen, jeweils zwei pro Saugnapf. Es wird vermutet, dass sie zum Eintreiben kleinerer Beutetiere genutzt werden, indem die Oktopusse damit Wasserströmungen erzeugen. Die Saugnäpfe bestehen aus einem einzelnen Feld und sind nicht mit Zähnen versehen. Weder Tintenbeutel noch Anallappen sind vorhanden. Die Kiemen sind bei einigen Arten wie bei Sepien geformt, bei anderen Arten halbkugelig. Die Radula, eine Chitinlamelle im Schlund der Kopffüßer, die dem Zerkleinern und Transport der Nahrung dient, ist bei den Dumbo-Oktopussen bis auf eine Zahnreihe zurückgebildet oder ganz fehlend. Meistens werden Beutetiere ganz verschlungen. Die hinteren Speicheldrüsen sind sehr klein oder fehlen ganz. Die Verdauungsdrüse besteht aus einem einzelnen Lappen. Der Darm ist etwa genauso lang wie die Speiseröhre.
Der größte bisher entdeckte Dumbo-Oktopus noch unbekannter Art wurde Juni/Juli 2009 von Michael Vecchione vom National Systematics Laboratory (NSL), Teil des Northeast Fisheries Science Center (NEFSC), gesammelt. Er war 1,8 Meter lang und wog 5,9 Kilogramm. Durchschnittlich jedoch beträgt die Körperlänge 20 bis 30 Zentimeter. Das durchschnittliche Gewicht wurde bisher nicht ermittelt.

## Verbreitung und Habitat
Unter den Arten gibt es sowohl Vertreter der benthischen, der benthopelagialen als auch der rein pelagialen Lebensweise.
Dumbo-Oktopusse gehören zu den seltensten Kopffüßern, dennoch sind sie Annahmen zufolge weltweit verbreitet und kommen in der kalten Tiefsee zwischen 400 und 5.000 Metern vor, hauptsächlich aber zwischen 3.000 und 4.000 Metern. Einzelne Exemplare leben sogar in Abgründen von 7.000 Metern, das als tiefstes Habitat für Kraken heute bekannt ist. Einzelne Exemplare wurden vor der Küste Oregons, Kaliforniens, Martha’s Vineyards, der Azoren, der Philippinen, Papua-Neuguineas, Australiens und Neuseelands entdeckt.

## Verhalten und Ernährung
Dumbo-Oktopusse haben ein eigenartiges Schwimmverhalten. Sie schlagen mit den ohrenartigen Flossen hin und her, um sich fortzubewegen. Mit den Armen können sie dabei in jede Richtung steuern oder sie zum Kriechen auf dem Meeresboden einsetzen. Weiterhin wurde ein passives schirmartiges Driften beobachtet. Außerdem werden die Arme zur Jagd, zum Eierlegen, zum Erkunden der Umgebung und zu Weiterem eingesetzt.
Bei der Jagd schweben die Tintenfische über dem Meeresboden und fangen Vielborster, pelagiale Ruderfußkrebse, Asseln, Flohkrebse und weitere Krebstiere, indem sie sich darauf stürzen und sie im Ganzen verschlingen.

## Gefährdung und Prädatoren
Dumbo-Oktopusse sind keiner direkten Gefahr durch den Menschen ausgesetzt, da sie sich hauptsächlich in Tiefen über 3.000 Metern aufhalten. Zu den natürlichen Fressfeinden zählen Haie, Schwertwale, Thunfische und größere Kopffüßer. 

## Fortpflanzung
Anders als bei vielen Arten der Kopffüßer verfügen die Männchen der Gattung Grimpoteuthis weder über einen Hectocotylus, einen Arm, dessen Anatomie Merkmale zur Fortpflanzung aufweist, noch über vergrößerte Saugnäpfe, die ebenfalls der Fortpflanzung dienen. Sie tragen an einem Arm eine Art Fortsatz, der einen Penis umschließt. Die inneren Fortpflanzungsorgane weisen unter den Arten teilweise erhebliche Unterschiede auf, die noch nicht vollständig erforscht sind. Auch die Funktion der einzelnen Organe ist noch umstritten. Damit werden die ejakulierten Samenpakete in die Mantelhöhle des Weibchens übertragen. Im Vergleich zu denen anderer Kopffüßer sind die Eier recht groß und mit einem zähen Sekret bedeckt, das von den Eileiterdrüsen abgesondert wird und im Salzwasser aushärtet.
Die Weibchen tragen mehrere Eier in verschiedenen Reifestadien, was darauf hindeutet, dass sie keine feste Fortpflanzungsperiode haben. Es wird vermutet, dass die Weibchen zu jedem gegebenen Zeitpunkt basierend auf den vorherrschenden Umgebungsbedingungen das Sperma auf die Eier verteilen können. Die befruchteten Eier werden in großen Tiefen unter kleine Steine oder Muscheln abgelegt, sie können aber auch so lange auf den oberen Armen transportiert werden, bis ein sicherer Platz gefunden wird. Wie bei anderen Kopffüßern auch werden weder die Eier bewacht noch der Nachwuchs aufgezogen, da die Jungtiere sich bereits nach dem Schlüpfen schon verteidigen oder flüchten können.

## Artenliste
Nachfolgend sind hier die heute bekannten, der Gattung Grimpoteuthis unterstellten 14 Arten, aufgelistet:

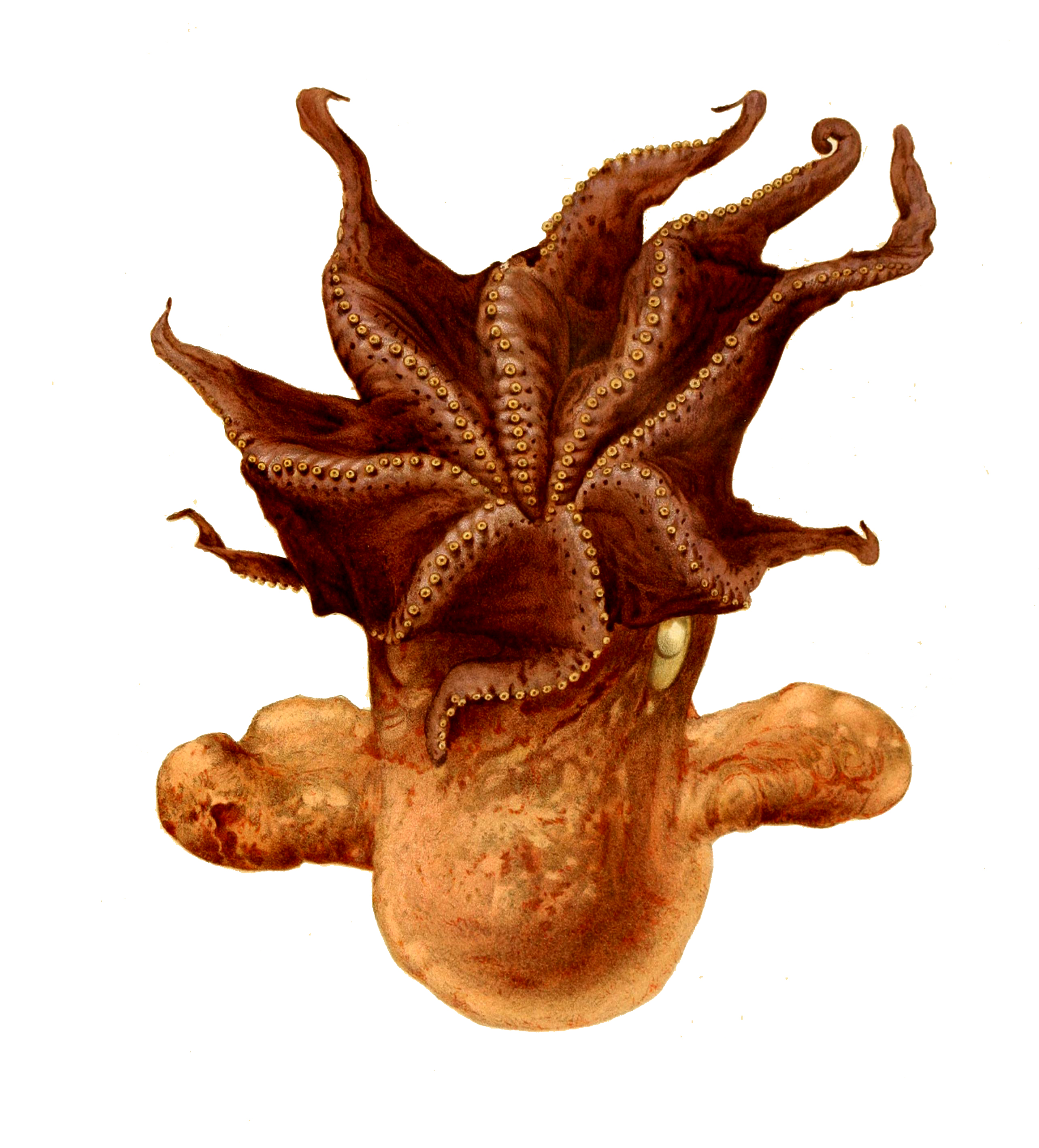
Grimpoteuthis umbellata,
Typenspezies der Gattung

- Grimpoteuthis abyssicola O’Shea, 1999
- Dumbo-Oktopus, Grimpoteuthis bathynectes Voss & Pearcy, 1990
- Grimpoteuthis boyleri Collins, 2003
- Grimpoteuthis challengeri Collins, 2003
- Grimpoteuthis discoveryi Collins, 2003
- Grimpoteuthis hippocrepium (Hoyle, 1904)
- Grimpoteuthis innominata (O’Shea, 1999)
- Grimpoteuthis meangensis (Hoyle, 1885)
- Grimpoteuthis megaptera (Verrill, 1885)
- Grimpoteuthis pacifica (Hoyle, 1885)
- Grimpoteuthis plena (Verrill, 1885)
- Grimpoteuthis tuftsi Voss & Pearcy, 1990
- Grimpoteuthis umbellata (P. Fischer, 1883)
- Grimpoteuthis wuelkeri (Grimpe, 1920)

Möglicherweise sind Grimpoteuthis wuelkeri und G. umbellata oder G. plena dieselbe Art.
Cirroteuthis umbellata wurde von dem Malakologen Paul Fischer im Journal de conchyliologie im Jahre 1883 erstbeschrieben. Guy Coburn Robson benannte diese Art 1932 im zweiten Band seines Werks A Monograph of the Recent Cephalopoda nebst seiner Erstbeschreibung der Gattung Grimpoteuthis als ihre Typenspezies.